# Dizajnerska beba
Dizajnerska beba je beba čiji je genetički sastav odabran ili izmenjen, često kako bi se izdvojio određeni gen ili uklonili geni povezani sa bolestima Ovaj proces obično uključuje analizu širokog spektra ljudskih embriona radi identifikacije gena povezanih sa određenim bolestima i karakteristikama, te odabir embriona koji imaju željeni genetički sastav; proces poznat kao preimplantaciona genetska dijagnostika. Ispitivanje prisustva pojedinačnih gena je česta praksa, dok neke kompanije nude opciju ispitivanja prisustva više gena odjednom.
Primer alternativnog načina uz pomoć koga je moguće izmeniti genetičku informaciju deteta direktna je izmena genetičkog koda pre rođenja, mada se to inače ne primenjuje i do sad je zabeležen samo jedan slučaj korišćenja ove tehnike, 2019. godine u Kini, kada su bliznakinje Lulu i Nana bile genetski izmenjene. Ovaj događaj je izazvao velike kritike od strane naučne zajednice.
Genetski izmenjeni embrioni mogu biti kreirani unošenjem željenog genetskog materijala direktno u sam embrion, ili u spermatozoide i/ili jajne ćelije roditelja. Ovo se realizuje unošenjem željenih gena direktno u ćeliju ili korišćenjem tehnologije za izmenu gena. Ovaj proces je poznat kao genetički inženjering i njegova primena na bebama je najčešće zabranjena zakonom. Izmena gena na ovaj način može da dovede do prenošenja genetičkih promena na buduće generacije, a pošto uključuje izmenu gena nerođenog deteta, takođe se smatra kontroverznom i temom za etičku debatu. Neki naučnici zastupaju upotrebu ove tehnologije radi lečenja bolesti, ali postoje sumnje da bi mogla biti iskorišćena u kozmetičke svrhe, kao i u svrhu unapređivanja ljudskih osobina.

## Preimplantaciona genetička dijagnostika
Glavni članak: „Preimplantaciona genetska dijagnostika”
Preimplementaciona genetička dijagnostika (PGD)  je postupak u kojem se geni embriona ispituju pre implantacije. Ova tehnika se koristi u kombinaciji sa vantelesnom oplodnjom kako bi se dobili embrioni za procenu genoma. Alternativno, mogu se ispitivati ovociti pre oplodnje. Prvi put je ova tehnika iskorišćena 1989. godine.
PGD se primarno koristi za selekciju embriona za implantaciju kada su moguće kongenitalne anomalije i omogućava identifikaciju mutiranih alela ili alela povezanih sa nekom bolešću. Ovo je posebno korisno kada jedan ili oba roditelja imaju neku naslednu bolest. Može se takođe koristiti za selekciju embriona određenog pola, najčešće kada je bolest jače povezana s jednim polom (npr. poremećaji vezani za X hromozom koji su češći kod muškaraca, poput hemofilije). Novorođenčad rođena s osobinama koje su posledica PGD ponekad se smatraju dizajnerskim bebama.
Još jedna primena PGD je selekcija „brata ili sestre spasioca”, dece koja su rođena kako bi bila donor (organa ili grupe ćelija) bratu ili sestri koji/a boluje od životno ugrožavajuće bolesti. Spasilac biva začet uz pomoć vantelesne oplodnje, a zatim se vrši genetičko ispitivanje uz pomoć PGD, kako bi se odredila sličnost s detetom kome treba transplantacija, a sve to u cilju smanjenja rizika od odbacivanja organa od strane tela.

### Proces
Embrioni za PGD se dobijaju iz procedura vantelesne oplodnje u kojima se ovociti veštački oplode. Ovociti se skupljaju nakon kontrolisane hiperstimulacije jajnika, što podrazumeva tretmane radi povećavanja plodnosti radi proizvodnje više ovocita. Nakon sakupljanja, ovociti se oplode vantelesno, tokom inkubacije ili uz pomoć intracitoplazmatske injekcije spermatozoida (ICSI), gde se spermatozoid direktno ubrizga u ovocit. Embrioni koji su nastali čuvaju se 3-6 dana kako bi dostigli fazu blastomera ili blastocista.
Nakon što embrioni dostignu željenu fazu razvoja, vrši se biopsija ćelija i njihova genetičko ispitivanje. Vrsta ispitivanja zavisi od vrste poremećaja koji se ispituje.
Reakcija lančane polimerizacije je proces u kom se molekuli DNK umnožavaju čime se omogućava stvaranje velikog broja kopija ciljne DNK sekvence koristeći malu početnu količinu DNK uzorka. Ovo omogućava pregled velikih uzoraka i identifikaciju specificnih gena i često se koristi za genetičko ispitivanje monogenskih poremećaja, poput cistične fibroze.
Druga tehnika genetičkog ispitivanja, fluoroscentna „in situ” hibridizacija (FISH), koristi fluoroscentne sonde koje se vezuju specifično za visoko komplementarne sekvence na hromozomima, koji se zatim mogu identifikovati uz pomoć fluoroscentne mikroskopije. FISH se najčešće koristi kod genetičkog ispitivanja hromozomskih abnormalnosti, poput numeričkih aberacija (aneuploidija), što ovu tehniku čini veoma korisnom za otkrivanje poremećaja poput Daunovog sindroma.
Nakon pregleda, embrioni sa željenim svojstvom (ili bez nepoželjnog svojstva, kao što je neka mutacija)  prenose se u matericu majke, gde se zatim dalje razvijaju prirodno.

### Regulacija
Regulacija PGD određena je od strane vlada pojedinačnih zemalja, pri čemu neke potpuno zabranjuju njegovu upotrebu, uključujući Austriju, Kinu i Irsku.
U mnogim zemljama, PGD je dozvoljen pod veoma strogim uslovima, samo za medicinsku upotrebu, što je slučaj u Francuskoj, Švajcarskoj, Italiji i Ujedinjenom Kraljevstvu.
U Italiji i Švajcarskoj je PGD dozvoljen samo pod određenim okolnostima i ne postoji jasan skup uslova pod kojima se može sprovoditi, a selekcija embriona na osnovu pola nije dozvoljena. 
U Francuskoj i Ujedinjenom Kraljevstvu propisi su mnogo detaljniji, s posvećenim agencijama koje određuju regulatorne okvire za PGD. Selekcija na osnovu pola dozvoljena je pod određenim okolnostima, a genetički poremećaji za koje je dozvoljen PGD detaljno su opisani od strane odgovarajućih agencija zemalja.
Nasuprot tome, federalni zakon Sjedinjenih Američkih Država ne reguliše PGD, pri čemu ne postoje posvećene agencije koje određuju regulatorni okvir kog moraju da se pridržavaju zdravstveni radnici. Selekcija pola je dozvoljena i čini oko 9% svih primena PGD u SAD, kao i selekcija za željene uslove, poput gluvoće ili patuljastosti.

## Ljudski genetički inženjering

### Ljudski genetički inženjering
Ljudski genetički inženjering je proces u kojem se ljudski genom uređuje unutar geneticke ćelije, poput spermatozoida ili ovcita (uzrokujući nasledne promene), ili u zigotu ili embrionu nakon oplodnje. Genetički inženjering rezultuje promenama u genu koje su inkorporirane u svaku stanicu u telu potomstva (ili pojedinca nakon embrijskog genetičkog inženjeringa). Ovaj proces se razlikuje od inžinjerstva somatskih ćelija, koje ne rezultira naslednim promenama. Većina genetičkog uređivanja obavlja se na pojedinačnim ćelijama i nevitalnim embrionima, koji se uništavaju u vrlo ranim stadijumima razvoja. Međutim, u novembru 2018. godine, kineski naučnik He Jiankui objavio je da je stvorio prve bebe genetski editovane u ljudskom genetičkom inženjeringu.

### Genetska modifikacija gena
Genska terapija je isporuka nukleinske kiseline (obično DNK ili RNA) u ćeliju kao farmaceutskog sredstva za lečenje bolesti. Najčešće se sprovodi pomoću vektora, koji transportuje nukleinsku kiselinu (obično DNK, koja kodira terapeutski gen) u ciljnu ćeliju. Vektor može da transdukuje željenu kopiju gena na određenu lokaciju koja će se izražavati po potrebi. Alternativno, transgen se može umetnuti da namerno poremeti neželjeni ili mutirani gen, sprečavajući transkripciju i translaciju neispravnih genskih proizvoda kako bi se izbegao fenotip bolesti.
Genska terapija kod pacijenata obično se sprovodi na somatskim ćelijama u cilju lečenja stanja, kao što je leukemija i vaskularne bolesti. Za razliku od toga, genska terapija ljudske zamećne linije ograničena je na in vitro eksperimente u nekim zemljama, dok druge u potpunosti zabranjuju, uključujući Australiju, Kanadu, Nemačku i Švajcarsku.
Iako Nacionalni instituti za zdravlje u SAD trenutno ne dozvoljavaju klinička ispitivanja prenosa gena zamećne linije in utero, in vitro ispitivanja su dozvoljena. Smernice NIH-a navode da su potrebne dalje studije u vezi s bezbednošću protokola prenosa gena pre nego što se razmotri istraživanje in utero, što zahteva trenutne studije kako bi se obezbedila dokazana efikasnost tehnika u laboratoriji. Istraživanja ove vrste trenutno koriste neodržive embrione za ispitivanje efikasnosti genske terapije zamećne linije u lečenju poremećaja kao što su nasledne mitohondrijalne bolesti.
Prenos gena u ćelije obično se vrši isporukom vektora. Vektori se obično dele u dve klase – virusne i nevirusne.

### Vektorska isporuka

#### Viralni vektori
Virusi inficiraju ćelije transducirajući svoj genetički materijal u ćeliju domaćina, koristeći ćelijski mehanizam domaćina da generiše viruse potrebne za replikaciju i proliferaciju. Modifikacijom virusa i učitavanjem terapijske DNK ili RNK, moguće je koristiti ih kao vektor za isporuku željenog gena u ćeliju.
Retrovirusi su neki od najčešće korišćenih viralnih vektora, jer ne samo što unose svoj genetički materijal u ćeliju domaćina, već ga i kopiraju u genom domaćina. U kontekstu terapije genima, to omogućava trajnu integraciju gena od interesa u DNK pacijenta, pružajući dugotrajnije efekte.
Viralni vektori efikasno funkcionišu i uglavnom su sigurni, ali imaju neke komplikacije, što doprinosi strogoj regulaciji terapije genima. Pored delimične inaktivacije viralnih vektora u istraživanjima terapije genima, oni i dalje mogu biti imunogeni i izazvati imunski odgovor. Još jedna teškoća je mogućnost da se neki virusi nasumično integrišu svojom nukleinskom kiselinom u genom, što može poremetiti funkciju gena i generisati nove mutacije. Ovo je značajan problem kada se razmatra germinalna terapija gena, zbog mogućnosti stvaranja novih mutacija u embrionu ili potomstvu.

#### Neviralni vektori
Nekoviralne metode transfekcije nukleinske kiseline uključuju ubrizgavanje golog DNK plazmida u ćeliju radi inkorporacije u genom. Ova metoda nekada je bila relativno neefikasna s niskom frekvencijom integracije, međutim, efikasnost se od tada znatno poboljšala, koristeći metode za poboljšanje isporuke željenog gena u ćelije. Štaviše, nekoviralni vektori jednostavni su za proizvodnju u velikim količinama i nisu visoko imunogeni.
Neke nekoviralne metode su detaljnije opisane u nastavku:
- Elektroporacija je tehnika u kojoj se koriste impulsi visokog napona za prenos DNK u ciljnu ćeliju preko membrane. Veruje se da ova metoda funkcioniše zbog formiranja privremenih pora preko membrane, ali, iako su one privremene, elektroporacija dovodi do visoke stope ćelijske smrti, što je ograničilo njenu upotrebu.[31] Poboljšana verzija ove tehnologije, transfekcija elektron-lavina, razvijena je od tada i uključuje kraće (mikrosekundne) impulse visokog napona koji rezultiraju efikasnijom integracijom DNK i manjim oštećenjem ćelija.[32]
- Genski pištolj je fizički metod transkripcije DNK, gde se DNK plazmid stavlja na česticu teškog metala (obično zlata) i stavlja na 'pištolj'.[33] Uređaj generiše silu da prodre kroz ćelijsku membranu, omogućavajući DNK da uđe dok zadržava metalnu česticu.
- Oligonukleotidi se koriste kao hemijski vektori za gensku terapiju, često korišćeni za ometanje mutiranih DNK sekvenci. Poremećaj na ovaj način može se postići unošenjem malih RNK molekula, nazvanih siRNA, koji signaliziraju ćelijsku mašineriju da cepa neželjene sekvence mRNA, kako bi sprečili njihovu transkripciju. Druga metoda koristi dvolančane oligonukleotide, koji vezuju faktore transkripcije potrebne za transkripciju ciljnog gena. Kompetitivnim vezivanjem ovih faktora transkripcije, oligonukleotidi mogu sprečiti ekspresiju gena.

### Cinkov prst nukleaza (ZFN)
Cinkov prst nukleaze (ZFN) su enzimi dobijeni spajanjem DNK-vezujućeg domena cink prsta s domenom za cepanje DNK. Cink prst prepoznaje između 9 i 18 baza niza. Kombinovanjem ovih modula, olakšava se ciljanje bilo kog niza koji istraživači žele da promene unutar kompleksnih genoma. ZFN je makromolekularni kompleks formiran od monomera, pri čemu svaka podjedinica sadrži cink domen i FokI endonukleazni domen. FokI domeni moraju da dimerizuju kako bi bili aktivni, sužavajući tako ciljno područje osiguravajući da se dogode dva bliska događaja vezivanja za DNK.
Rezultirajući događaj cepanja omogućava većini tehnologija za uređivanje genoma da funkcionišu. Nakon što se stvori prekid, ćelija pokušava da ga popravi.
Jedan od načina je NHEJ, pri kojem se ćelija bavi poliranjem dva kraja polomljene DNK i ponovnim njihovim zaptivanjem, često stvarajući pomak u ramenu. Alternativna metoda je homologno usmereno popravljanje. Ćelija pokušava da popravi oštećenje koristeći kopiju niza kao rezervu. Dostavljajući sopstveni šablon, istraživači mogu sistem da koriste za umetanje željenog niza umesto toga. Uspeh u korišćenju ZFN u genskoj terapiji zavisi od umetanja gena u hromozomsko ciljno područje bez oštećenja ćelije. Prilagođeni ZFN nude opciju u ljudskim ćelijama za ispravljanje gena.

### TALENs
TALENs (Transcription Activator-Like Effector Nucleases) metoda je koja cilja pojedinačne nukleotide. TALENs se sastoje od TAL efektorskog DNK-vezujućeg domena i domena za cepanje DNK. Ovi metodi funkcionišu onako kako su TALENs organizovani. Oni se sastoje od „niza od 33-35 modula aminokiselina...montiranjem tih nizova...istraživači mogu ciljati bilo koji niz koji žele”. Ovaj događaj se naziva ponavljajućim varijabilnim ostatkom (RVD). Veza između aminokiselina omogućava istraživačima da inženjiraju specifičan DNK domen.
TALEN enzimi su dizajnirani da uklone specifične delove DNK lanaca i zamene ih, omogućavajući tako izmene. TALENs mogu biti korišćeni za uređivanje genoma korišćenjem neprohomolognog spajanja krajeva (NHEJ) i homologno usmerenog popravljanja.

### CRISPR/Cas9
CRISPR/Cas9 (CRISPR – Clustered Regularly Interspaced Short Palindromic Repeats) sistem je tehnologija izmene genoma zasnovana na bakterijskom antivirusnom zasnovana na CRISPR/Cas sistemu. Bakterijski sistem je razvio sposobnost da prepozna sekvence virusne nukleinske kiseline i iseče ih nakon prepoznavanja, čime oštećuje infektivne viruse. Tehnologija uređivanja gena koristi pojednostavljenu verziju ovog procesa, manipulišući komponentama bakterijskog sistema kako bi omogućila uređivanje gena na određenim lokacijama.
CRISPR/Cas9 sistem u osnovi se sastoji od dva glavna dela - nukleaze Cas9 i vodične RNK (gRNA). gRNA sadrži sekvencu koja se vezuje za Cas i ~20 nukleotida međugenetskog prostora, koji je specifičan i komplementaran ciljnoj sekvenci na interesnoj DNK. Specifičnost uređivanja može se promeniti modifikacijom ove prostorne sekvence.
Kada se sistem dostavi u ćeliju, Cas9 i gRNA se vežu, formirajući ribonukleoproteinski kompleks. To izaziva konformacionu promenu u Cas9, omogućavajući mu da razreže DNK ako se prostorna sekvencija gRNA veže s dovoljnom homologijom za određenu sekvencu u genomu domaćina. Kada se gRNA veže za ciljnu sekvencu, Cas će razrezati lokus, izazivajući dvoprodužni prekid (DSB).
DSB koji nastane može se popraviti jednim od dva mehanizma:
- Nehomologno krajno spajanje (Non-Homologous End Joining - NHEJ) - efikasan, ali podložan greškama mehanizam, koji često uvodi umetanja i brisanja (indeli) na mestu dvoprodužnog prekida. To znači da se često koristi u eksperimentima sa knockoutom kako bi se poremetili geni i uveli mutacije gubitka funkcije.

- Reparacija usmerena homologijom (Homology Directed Repair - HDR) - manje efikasan, ali visoko pouzdan proces koji se koristi za unošenje preciznih modifikacija u ciljnu sekvencu. Proces zahteva dodavanje DNA reparacionog predloška koji uključuje željenu sekvencu, koju ćelijski mehanizmi koriste za popravku dvoprodužnog prekida, uključujući sekvencu od interesa u genom.

Budući da je NHEJ efikasniji od HDR-a, većina DSB-ova će biti popravljeni putem NHEJ-a, što dovodi do uvođenja knockout gena. Da bi se povećala učestalost HDR-a, inhibiranje gena povezanih s NHEJ-om i izvođenje procesa u određenim fazama ćelijskog ciklusa (pretežno S i G2) pokazuju se efikasnim.
CRISPR/Cas9 je efikasan način manipulisanja genomom in vivo kod životinja, kao i in vitro u ljudskim ćelijama, ali neka pitanja vezana za efikasnost dostavljanja i uređivanja znače da se ne smatra sigurnim za upotrebu na održivim ljudskim embrionima ili ćelijama zametaka. Pored veće efikasnosti NHEJ-a koja čini nehotične knockoute verovatnijim, CRISPR može da uvede DSB-ove u neželjene delove genoma, što se naziva neciljanim (off-target) efektima. Ovi problemi proizilaze iz toga što prostorna sekvencija gRNA pruža dovoljnu sekvencijalnu homologiju ka slučajnim lokusima u genomu, što može da uvede slučajne mutacije širom genoma. Ako se izvede u germinalnim ćelijama, mutacije bi mogle biti uvedene u sve ćelije razvijajućeg embriona.
Postoje razvoji kako bi se sprečile neželjene posledice, poznate kao „off-target” efekti, zbog uređivanja gena. Postoji trka za razvoj novih tehnologija uređivanja gena koje sprečavaju pojavu „off-target” efekata, a neke od tehnologija su poznate kao pristrane detekcije „off-targeta” i Anti-CRISPR proteini. Za pristrane detekcije „off-target” efekata postoje razni alati koji predviđaju lokacije na kojima bi se „off-target” efekti mogli desiti. Unutar tehnologije pristrane detekcije „off-target” efekata postoje dva glavna modela: modeli zasnovani na poravnanju uključuju usklađivanje sekvenci gRNA sa sekvencama genoma, nakon čega se predviđaju lokacije „off-targeta”. Drugi model je poznat kao model zasnovan na ocenjivanju gde se svakom delu gRNA dodeljuje ocena za njihove „off-target” efekte u skladu s njihovim pozicioniranjem.

## Lulu i Nana
Glavni članak: „He Jiankui affair”
Kontroverza oko Lulu i Nane odnosi se na dve kineske devojčice bliznakinje rođene u novembru 2018. godine, koje su kao embrioni bile genetski modifikovane od strane kineskog naučnika He Jiankui-a. Smatra se da su to prve bebe koje su prošle kroz genetske modifikacije. Roditelji tih devojčica su bili deo kliničkog projekta koji je vodio He, a koji je uključivao postupke vantelesne oplodnje, predimplantacione genetske dijagnostike i genetskog uređivanja, u pokušaju da se izmeni gen CCR5. Gen CCR5 kodira protein koji HIV koristi da bi ušao u ćelije domaćina, pa je He, uvođenjem specifične mutacije CCR5 Δ32, tvrdio da bi taj proces mogao da obezbedi prirodni imunitet na HIV.
Projekat koji je sprovodio He uključivao je parove koji su želeli decu, gde je muškarac bio HIV-pozitivan, a žena nije bila zaražena. Tokom projekta, He je obavljao vantelesnu oplodnju sa spermom i jajnim ćelijama tih parova, a potom je mutaciju CCR5 Δ32 uneo u genome embriona koristeći CRISPR/Cas9 tehnologiju. Zatim je koristio predimplantacionu genetsku dijagnostiku (PGD) na tim modifikovanim embrionima, analizirajući ćelije kako bi utvrdio da li je mutacija uspela da se integriše. He je prijavio da je u nekim embrionima došlo do mozaicizma, što znači da je mutacija ušla u neke ćelije, ali ne u sve, što bi moglo značiti da deca nisu potpuno zaštićena od HIV-a.
He je rekao da je tokom PGD-a i tokom trudnoće fetalna DNA bila sekvencionirana, kako bi se proverile eventualne greške izazvane CRISPR/Cas9 tehnologijom, ali Nacionalni instituti za zdravlje (NIH) objavili su izjavu u kojoj su istakli da „mogućnost štetnih efekata zbog grešaka nije adekvatno ispitana”. Devojčice su rođene početkom novembra 2018. godine i He je naveo da su zdrave.
Njegovo istraživanje je sprovedeno tajno do novembra 2018. godine, kada su dokumenti objavljeni u kineskom registru kliničkih ispitivanja, a MIT Technology Review je objavio članak o projektu. Posle toga, He je dao intervju za Associated Press i izložio svoj rad 27. novembra na Drugom međunarodnom samitu o uređivanju ljudskog genoma, koji se održao u Hong Kongu.
Iako su dostupne informacije o ovom eksperimentu relativno ograničene, smatra se da je naučnik prekršio mnoge etičke, društvene i moralne norme, kao i kineske smernice i propise koji zabranjuju genetske modifikacije germinalnih linija u ljudskim embrionima, tokom sprovođenja ovog eksperimenta. S tehnološke tačke gledišta, tehnika CRISPR/Cas9 jedna je od najpreciznijih i najmanje skupih metoda za genetske modifikacije do danas, ali još uvek postoji niz ograničenja koja sprečavaju da se tehnika označi kao sigurna i efikasna. Tokom Prvog međunarodnog samita o uređivanju ljudskog genoma 2015. godine, učesnici su se složili da treba postaviti moratorijum na genetske promene germinalne linije u kliničkom okruženju, osim ako i dok: „(1) odgovarajuća pitanja sigurnosti i efikasnosti nisu rešena, na osnovu odgovarajućeg razumevanja i balansiranja rizika, potencijalnih koristi i alternativa i (2) ne postoji široki društveni konsenzus o prikladnosti predložene primene”. Međutim, tokom Drugog međunarodnog samita 2018. godine, ova tema je ponovo bila razmatrana uz napomenu: „Napredak u poslednje tri godine i diskusije na trenutnom samitu, međutim, sugerišu da je vreme da se definiše rigorozan, odgovoran prevodilački put ka takvim ispitivanjima”. Sugerišući da etičke i pravne aspekte treba ponovo razmotriti, G. Daley, predstavnik organizacionog odbora samita i dekan Medicinskog fakulteta na Harvardu, opisao je eksperiment dr. Hea kao „pogrešan korak na pravom putu”.
Eksperiment je naišao na veliku kritiku i izazvao značajnu kontroverzu, kako na globalnom nivou, tako i u Kini. Nekoliko bioetičara, istraživača i medicinskih stručnjaka objavilo je izjave u kojima su osudili istraživanje, uključujući Nobelovca Davida Baltimorea, koji je ovo delo okarakterisao kao „neodgovorno”, i jednu od pionira CRISPR/Cas9 tehnologije, biohemičarku Jennifer Doudna s Univerziteta Kalifornija, Berkeley. Direktor Nacionalnih instituta za zdravlje (NIH), Francis S. Collins, rekao je da je „medicinska potreba za inaktivacijom CCR5 kod ovih beba potpuno neubedljiva” i osudio He Jiankuia i njegov istraživački tim zbog „neodgovornog ponašanja”. Drugi naučnici, uključujući genetičara Georgea Churcha s Harvardskog univerziteta, smatraju da genetsko uređivanje radi otpornosti na bolesti može biti „opravdano”, ali su izrazili sumnje u vezi s načinom na koji je He sproveo svoj rad.
Program „Safe Genes” (Bezbedni geni), koji vodi DARPA, ima za cilj da zaštiti vojnike od ratnih taktika koje uključuju uređivanje gena. Oni dobijaju informacije od stručnjaka za etiku kako bi bolje predvideli i razumeli sadašnje i buduće potencijalne probleme u vezi sa uređivanjem gena.
Svetska zdravstvena organizacija (SZO) pokrenula je globalni registar za praćenje istraživanja na temu uređivanja ljudskog genoma, nakon poziva da se zaustave svi radovi na uređivanju genoma.
Kineska akademija medicinskih nauka reagovala je na kontroverzu u časopisu Lancet, osuđujući Hea zbog kršenja etičkih smernica propisanih od strane vlade i naglašavajući da se inženjering germinalne linije ne sme izvoditi u reproduktivne svrhe. Akademija je najavila da će „izdati dodatne operativne, tehničke i etičke smernice što je pre moguće” kako bi uvela strože propise u vezi s uređivanjem ljudskih embriona.

## Etičke dileme
Uređivanje embriona, zametnih ćelija i generacija dizajnerskih beba predmet je etičke debate, zbog mogućnosti trajne izmene genetskog materijala. Ovo uključuje argumente oko neuravnoteženog odabira pola i selekcije gameta.
Uprkos propisima koja su doneta u pojedinim zemljama, odsustvo jasnih pravila dovodi do čestih debata o genetičkom inženjeringu među naučnicima, etičarima i javnošću. Arthur Caplan, šef Odseka za bioetiku na Univerzitetu u Njujorku, sugeriše uspostavljanje međunarodne grupe koja bi  postavila smernice za ovu temu što bi koristilo globalnoj diskusiji. Takođe predlaže uključivanje „verskih, etičkih i pravnih lidera” u donošenju dobro formulisanih propisa.
U mnogim zemljama, uređivanje embriona i genetička modifikacija za reproduktivnu upotrebu je nezakonita. Od 2017. godine, SAD ograničavaju upotrebu genetske modifikacije i postupak je pod strogim propisima FDA i NIH. Američka Nacionalna akademija nauka i Nacionalna akademija medicine nagovestile su da će pružiti odgovarajuću podršku za genetsko uređivanje „za ozbiljna stanja pod strogim nadzorom”, ako se pozabave pitanjima bezbednosti i efikasnosti. Svetska zdravstvena organizacija je 2019. godine nazvala ljudsko genetičko uređivanje genoma „neodgovornim”.
Pošto genetska modifikacija predstavlja rizik za bilo koji organizam, istraživači i medicinski stručnjaci moraju pažljivo razmotriti mogućnost genetičkog inženjeringa. Glavna etička zabrinutost je da ovi tipovi tretmana mogu izazvati promenu koja se može preneti na buduće generacije i stoga će se svaka greška, poznata ili nepoznata, takođe preneti i uticati na potomstvo. Pojedini bioetičari, uključujući Ronalda Greena s fakulteta Dartmut, izražavaju zabrinutost da bi to moglo dovesti do slučajnog uvođenja novih bolesti u budućnosti.
Kada se razmatra podrška istraživanju genetičkog inženjeringa, etičari često sugerišu da može biti neetično ne razmotriti tehnologiju koja bi mogla poboljšati život dece koja bi se rodila s kongenitalnim poremećajima. Genetičar George Church tvrdi da ne očekuje da će genetički inženjering povećati društvenu neravnopravnost. On preporučuje poboljšanje obrazovanja u vezi s ovom temom kako bi se promenila ova gledišta. On naglašava da bi dozvoljavanje genetičkog inženjeringa kod dece, koja bi se inače rodila s urođenim manama, moglo spasiti oko 5% dece od života s potencijalno izbežnim bolestima. Jackie Leach Scully, profesorka bioetike na Univerzitetu Newcastle, priznaje da mogućnost dizajniranih beba može ostaviti one koji žive s bolestima i koji ne mogu da priušte tehnologiju, da se osećaju marginalizovano i bez medicinske podrške. Međutim, profesorka Leach Scully takođe sugeriše da genetsko uređivanje pruža mogućnost roditeljima „da pokušaju da obezbede ono što misle da je najbolji početak u životu” i veruje da to ne treba isključiti. Slično tome, Nick Bostrom, filozof sa Oksforda poznat po svom radu o rizicima veštačke inteligencije, predložio je da bi „super-poboljšani” pojedinci mogli „promeniti svet svojom kreativnošću i otkrićima, i kroz inovacije koje bi svi drugi koristili”.
Mnogi bioetičari ističu da se genetički inženjering obično smatra da je u najboljem interesu deteta, stoga bi trebalo podržati tu praksu. Julian Savulescu, bioetičar i filozof s Oksfordskog univerziteta veruje da bi roditelji „trebalo da dozvole selekciju gena koji ne izazivaju bolest čak i ako to održava ili povećava društvenu nejednakost”. Savet za bioetiku Nuffield rekao je 2017. da „nema razloga da se isključi” promena DNK ljudskog embriona ako se izvrši u interesu deteta, ali je naglasio da je to samo pod uslovom da ne doprinosi društvenoj nejednakosti. Dalje, Savet Nuffield-a je 2018. godine detaljno razradio implementacije, koje bi sačuvale ravnopravnost i koristile čovečanstvu, kao što su eliminisanje naslednih poremećaja i prilagođavanje toplijoj klimi. Filozof i direktor bioetike u neprofitnoj organizaciji Invincible Wellbeing David Pearce tvrdi da se „pitanje dizajnerskih beba svodi na analizu odnosa rizika i nagrade  i naših osnovnih etičkih vrednosti, koje su same oblikovane našom evolucionom prošlošću”. Prema    Pearce-u, „vredno je podsetiti da je svaki čin staromodne seksualne reprodukcije sam po sebi neprovereni genetski eksperiment”, koji često ugrožava dobrobit deteta i čak i ako dete raste u zdravom okruženju. Pearce smatra da, kako se tehnologija razvija, sve više ljudi može smatrati neprihvatljivim da se oslanja na „genetski rulet prirodne selekcije”.
Nasuprot tome, izneto je nekoliko zabrinutosti o mogućnosti stvaranja dizajnerskih beba, posebno u vezi s trenutnim neefikasnostima tehnologija. Bioetičar Ronald Green izjavio je da, „iako je tehnologija neizbežno u našoj budućnosti”, on je predvideo „ozbiljne greške i zdravstvene probleme kao nepoznate genetske nuspojave kod „uređene” dece”. Štaviše, Green je upozorio na mogućnost da „dobrostojeći lakše pristupe tehnologijama”. Ova zabrinutost u vezi s genetičkim uređivanjem koja pogoršava društvenu i finansijsku podelu deli se među ostalim istraživačima, pri čemu je predsednica Nuffield-a etičkog saveta profesorka Karen Yeung naglasila da ako bi finansiranje postupka „pogoršavalo društvenu nepravdu, po našem mišljenju to ne bi bio etički pristup”.
Društvene i verske brige takođe se javljaju oko mogućnosti uređivanja ljudskih embriona. U istraživanju koje je sproveo Pew Research Centre, utvrđeno je da samo trećina ispitanih Amerikanaca, koji se identifikuju kao hrišćani, odobrava genetičko uređivanje. Katolički lideri imaju i pozitivan i negativan stav. Ovakav stav proističe iz katoličkog verovanja da je beba dar od Boga, a katolici veruju da su ljudi stvoreni da budu savršeni u Božjim očima. Stoga je promena genetskog sastava bebe neprirodna. Papa Jovan Pavle II je 1984. govorio da je genetska manipulacija u cilju lečenja bolesti prihvatljiva u Crkvi. On je naveo da će se „u principu smatrati poželjnim pod uslovom da teži stvarnom unapređenju ličnog blagostanja čoveka, bez narušavanja njegovog integriteta ili uslova života”. Međutim, neprihvatljivo je ako se dizajnerske bebe koriste za stvaranje superiorne rase, uključujući kloniranje ljudi. Katolička crkva odbacuje kloniranje ljudi čak i ako je njegova svrha proizvodnja organa za terapijsku upotrebu. Vatikan tvrdi da to krši dostojanstvo pojedinca i moralno je nedozvoljeno.
Istraživanje koje je sprovela klinika Mayo 2017. godine u SAD-u pokazalo je da se većina učesnika složila protiv stvaranja dizajnerskih beba. Učesnici su takođe smatrali da uređivanje gena može imati neželjene posledice koje se mogu manifestovati kasnije u životu za one koji se podvrgnu uređivanju gena. Pojedini učesnici bili su zabrinuti da bi uređivanje gena moglo dovesti do smanjenja genetske raznovrsnosti populacije u društvima. Istraživanje je takođe pokazalo kako su učesnici bili zabrinuti zbog potencijalnih socioekonomskih efekata koje dizajnerske bebe mogu pogoršati. Autori istraživanja su napomenuli da su rezultati pokazali da postoji veća potreba za interakcijom javnosti i naučne zajednice. Postavlja se pitanje koliko su učesnici istraživanja bili upoznati sa samom temom uređivanja gena i njegovim efektima pre početka istraživanja.
U islamu, pozitivan stav prema genetičkom inženjeringu zasniva se na opštem principu da islam teži olakšavanju ljudskog života. Međutim, negativan pogled dolazi iz procesa koji se koristi za stvaranje dizajnerske bebe. Često to uključuje uništavanje nekih embriona. Muslimani veruju da „embrioni već imaju dušu” pri začeću. Dakle, uništavanje embriona je protiv učenja Kur'ana, hadisa i šerijatskog zakona. Postupak bi se posmatrao kao „ponašanje kao Bog/Allah”. Islam veruje da nije na ljudima da izaberu pol i da je „odabir pola samo na Bogu”.
Godine 2020. bilo je diskusija o američkim studijama koje su koristile embrione bez embrionalne implantacije s CRISPR/Cas9 tehnikom, koja je bila modifikovana pomoću HDR-a i zaključci iz rezultata su bili da tehnologije za uređivanje gena trenutno nisu dovoljno zrele za stvarnu upotrebu  i da postoji potreba za više studija koje daju sigurne rezultate tokom dužeg vremenskog perioda.
Članak u časopisu Bioscience Reports govori o tome kako zdravlje u smislu genetike nije jednostavno i stoga bi trebalo detaljno razmotriti o operacijama koje uključuju uređivanje gena kada tehnologija postane dovoljno zrela za stvarnu upotrebu, gde su sve potencijalne posledice poznate na osnovu svakog pojedinačnog slučaja, kako bi se sprečili neželjeni efekti na osobi koji se operiše.
Društveni aspekti takođe izazivaju zabrinutost, kao što je istakla Josephine Quintavelle, direktorka Comment on Reproductive Ethics na Univerzitetu Queen Mary u Londonu, koja navodi da „odabir osobina dece pretvara roditeljstvo u nezdrav model samozadovoljstva, umesto u odnos”.
Jedna velika zabrinutost među naučnicima, uključujući Marcy-a Darnovsky iz Centra za genetiku i društvo u Kaliforniji, jeste da će dozvoljavanje genetičkog inžinjeringa za ispravljanje fenotipova bolesti verovatno dovesti do njegove upotrebe u kozmetičke svrhe i poboljšavanja. U međuvremenu, Henry Greely, bioetičar na Univerzitetu Stanford u Kaliforniji, navodi da „skoro sve što možete postići uređivanjem gena, možete postići i selekcijom embriona”, sugerišući da rizici koje preuzima genetički inženjering možda nisu neophodni. Pored toga, Greely naglašava da su uverenja da će genetičko inženjerstvo dovesti do poboljšanja neosnovana, i da su tvrdnje da ćemo poboljšati inteligenciju i ličnost daleko, „jednostavno ne znamo dovoljno i verovatno nećemo znati još dugo vremena - ili možda nikada”.